# ハビー・ゲラ
ルイス・ハビアー・ゲラ（Luis Javier Guerra, 1985年10月31日 - ）は、アメリカ合衆国テキサス州デントン出身のプロ野球選手（投手）。右投右打。
メキシコ系アメリカ人である。

## 経歴

### プロ入りとドジャース時代

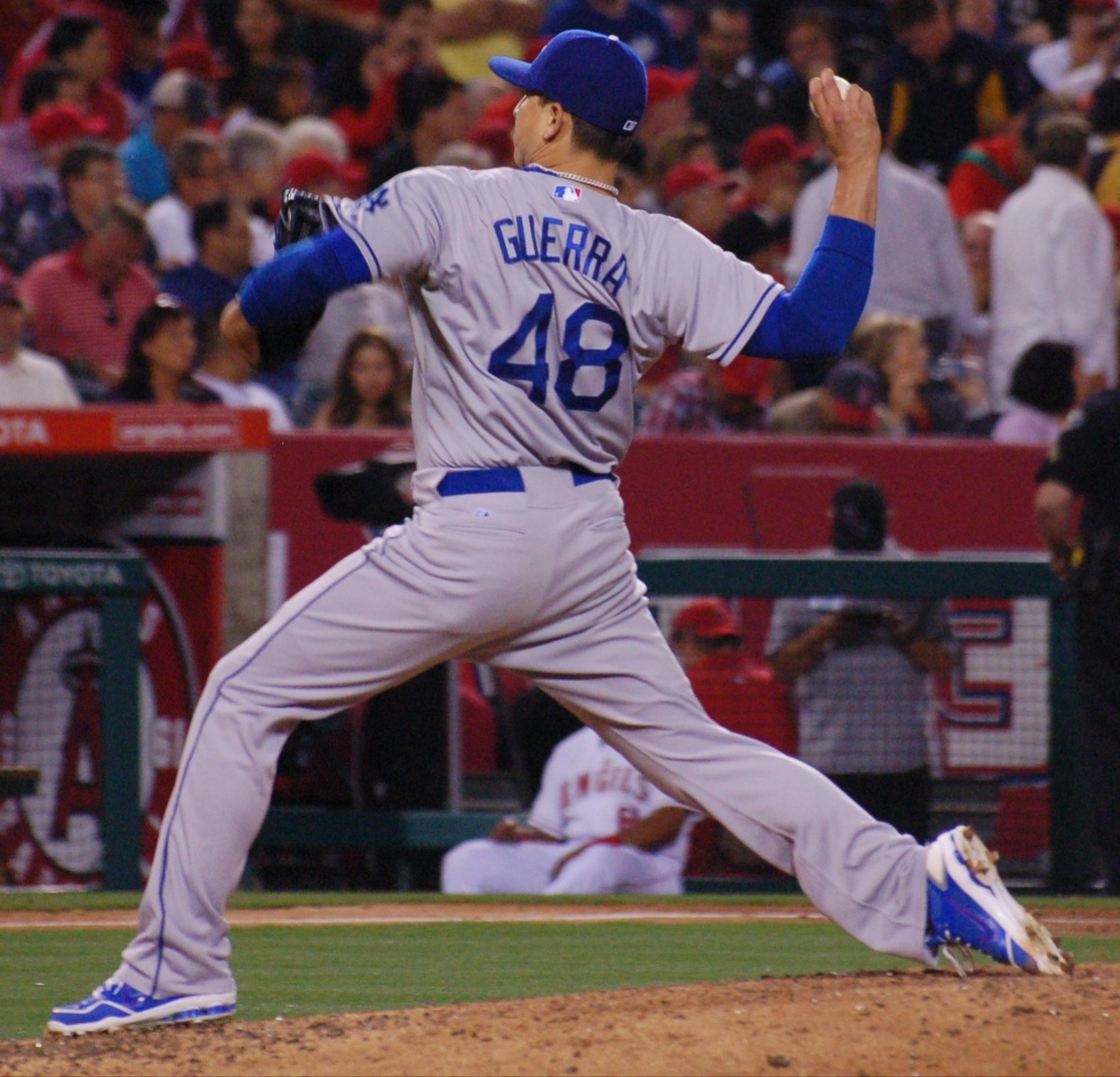
ロサンゼルス・ドジャース時代
(2013年5月29日)

2004年のMLBドラフト4巡目（全体118位）でロサンゼルス・ドジャースから指名され、6月16日に契約。契約後、傘下のルーキー級ガルフ・コーストリーグ・ドジャースでプロデビュー。11試合（先発9試合）に登板して4勝1敗、防御率3.38、36奪三振を記録した。
2005年はA級コロンバス・キャットフィッシュでプレーし、11試合に登板して2勝5敗、防御率4.96、40奪三振を記録した。
2006年はパイオニアリーグのルーキー級オグデン・ラプターズとルーキー級ガルフ・コーストリーグでプレー。
2007年はA+級インランド・エンパイア・シックスティシクサーズでプレーし、27試合（先発24試合）に登板して6勝9敗1セーブ、防御率6.27、121奪三振を記録した。
2008年もA+級インランド・エンパイアでプレーし、31試合（先発3試合）に登板して5勝4敗2セーブ、防御率4.07、63奪三振を記録した。
2009年はまずA級グレートレイクス・ルーンズでプレーし、28試合に登板して3勝1敗16セーブ、防御率1.54、55奪三振を記録した。6月にAA級チャタヌーガ・ルックアウツへ昇格。AA級チャタヌーガでは23試合に登板して3勝1敗、防御率4.13、29奪三振を記録した。オフの11月20日にドジャースとメジャー契約を結び、40人枠入りした。
2010年はAA級チャタヌーガでプレーし、28試合に登板して2勝0敗5セーブ、防御率2.33、27奪三振を記録した。
2011年はAA級チャタヌーガで開幕を迎え、14試合に登板。1勝0敗3セーブ、防御率1.06と好投し、5月15日にメジャーへ昇格。同日のアリゾナ・ダイヤモンドバックス戦でメジャーデビューを果たした。5月24日からは新人ながらクローザーに抜擢され、21セーブを記録した。
2012年は開幕から5登板全てでセーブを記録するなど出だしは好調だったが、その後は失速。5月7日にはケンリー・ジャンセンにクローザーの座を奪われた。4月25日のアトランタ・ブレーブス戦ではブライアン・マッキャンの放ったライナーが顔に直撃するアクシデントがあり、その際に捻った膝が悪化して6月4日に故障者リスト入りした。9月には斜筋を痛めて一足早くシーズンを終え、11月2日には右肩の関節鏡視下手術を受けるなど、怪我に悩まされた一年となった。
2013年3月17日にAAA級アルバカーキ・アイソトープスへ配属され、開幕を迎えた。4月30日にメジャーへ昇格。昇格後は9試合に登板したが、防御率6.75と振るわず、5月31日にAAA級アルバカーキへ降格した。AAA級アルバカーキでは21試合に登板していたが、メジャーへ昇格することなくシーズンを終えた。
2014年3月16日にDFAとなった。

### ホワイトソックス時代
2014年3月26日にウェイバー公示を経てシカゴ・ホワイトソックスへ移籍した。3月28日に40人枠を外れ、傘下のAAA級シャーロット・ナイツへ降格した。開幕後はAAA級シャーロットで14試合に登板し、5月20日にホワイトソックスとメジャー契約を結んだ。この年は42試合に登板して2勝4敗1セーブ、防御率2.91、38奪三振を記録した。
2015年1月15日にホワイトソックスと93万7000ドルの1年契約に合意した。5月6日にDFAとなり、11日にマイナー契約でAAA級シャーロットへ配属された。7月8日には薬物規定違反で50試合の出場停止となった。10月14日にFAとなった。

### エンゼルス時代
2016年2月10日にロサンゼルス・エンゼルスとマイナー契約を結んだ。開幕は傘下のAAA級ソルトレイク・ビーズで迎えたが、5月6日にメジャー契約を結んでアクティブ・ロースター入りした。5月13日にDFAとなり、5月16日にマイナー契約でAAA級ソルトレイクへ降格した。6月1日に再度メジャー契約を結んでアクティブ・ロースター入りした。6月7日に再びDFA、10日にマイナー契約でAAA級ソルトレイクへ降格した。10月3日にFAとなった。

### マーリンズ時代
2017年1月3日にマイアミ・マーリンズとマイナー契約を結び、同年のスプリングトレーニングに招待選手として参加することになった。開幕から傘下のAAA級ニューオーリンズ・ベビーケークスでプレーし、8月8日にメジャー契約を結んでアクティブ・ロースター入りした。8月22日にDFAとなり、翌23日にマイナー契約でAAA級ニューオーリンズへ降格した。9月1日に再びメジャー契約を結んでアクティブ・ロースター入りした。この年メジャーでは16試合に登板して1勝1敗、防御率3.00、12奪三振を記録した。レギュラーシーズン終了後の10月7日に40人枠から外れる形でAAA級ニューオーリンズへ配属され、9日にFAとなった。オフの12月18日にマイナー契約で再契約を結び、2018年のスプリングトレーニングに招待選手として参加することになった。
2018年も開幕をAAA級ニューオーリンズで迎え、7月9日にメジャー契約を結んでアクティブ・ロースター入りした。この年メジャーでは32試合に登板して1勝1敗1セーブ、防御率5.55、30奪三振を記録した。レギュラーシーズン終了後の10月11日に40人枠から外れる形でAAA級ニューオーリンズへ配属され、翌12日にFAとなった。

### ブルージェイズ時代
2019年1月14日にトロント・ブルージェイズとマイナー契約を結び、スプリングトレーニングに招待選手として参加した。3月28日に開幕ロースターに登録された。4月18日にDFAとなり、22日にマイナー契約で傘下のAAA級バッファロー・バイソンズへ配属された。5月10日に再びメジャー契約を結んでアクティブ・ロースター入りした。5月18日に再びDFAとなった。

### ナショナルズ時代
2019年5月20日にウェイバー公示を経てワシントン・ナショナルズへ移籍した。7月31日にDFAとなり、8月3日にマイナー契約で傘下のAAA級フレズノ・グリズリーズへ配属された。8月4日に再びメジャー契約を結んでアクティブ・ロースター入りした。オフの12月2日にノンテンダーFAとなったが、9日にマイナー契約で再契約を結んだと報じられ、2020年2月12日に正式公示された。
2020年7月22日にメジャー契約を結んで40人枠入りした。レギュラーシーズン終了後の10月13日にFAとなった。12月28日にナショナルズとマイナー契約で再契約した。
2021年8月3日にメジャー契約を結びアクティブ・ロースター入りした。6試合に登板したが、0勝1敗、防御率16.50という成績に終わり、8月22日にDFAとなり、24日にFAとなった。

### メキシカンリーグ時代
2022年4月16日にメキシカンリーグのティフアナ・ブルズと契約した。

## 投球スタイル
92～96mphのフォーシームが全体の2/3を占める。86～92mphのカッターがその次に多く、76～81mphのカーブ、82～86mphのスライダー、83～87mphのチェンジアップも投げる。

## 詳細情報

### 年度別投手成績
| 年 度     | 球 団     | 登 板 | 先 発 | 完 投 | 完 封 | 無 四 球 | 勝 利 | 敗 戦 | セ 丨 ブ | ホ 丨 ル ド | 勝 率 | 打 者 | 投 球 回 | 被 安 打 | 被 本 塁 打 | 与 四 球 | 敬 遠 | 与 死 球 | 奪 三 振 | 暴 投 | ボ 丨 ク | 失 点 | 自 責 点 | 防 御 率 | W H I P |
| --------- | --------- | ----- | ----- | ----- | ----- | -------- | ----- | ----- | -------- | ----------- | ----- | ----- | -------- | -------- | ----------- | -------- | ----- | -------- | -------- | ----- | -------- | ----- | -------- | -------- | ------- |
| 2011      | LAD       | 47    | 0     | 0     | 0     | 0        | 2     | 2     | 21       | 0           | .500  | 195   | 46.2     | 37       | 2           | 18       | 1     | 3        | 38       | 2     | 0        | 12    | 12       | 2.31     | 1.18    |
| 2012      | LAD       | 45    | 0     | 0     | 0     | 0        | 2     | 3     | 8        | 4           | .400  | 196   | 45.0     | 44       | 1           | 23       | 5     | 1        | 37       | 1     | 0        | 13    | 13       | 2.60     | 1.49    |
| 2013      | LAD       | 9     | 0     | 0     | 0     | 0        | 0     | 0     | 0        | 1           | ----  | 55    | 10.2     | 15       | 1           | 6        | 0     | 1        | 12       | 0     | 0        | 9     | 8        | 6.75     | 1.97    |
| 2014      | CWS       | 42    | 0     | 0     | 0     | 0        | 2     | 4     | 1        | 7           | .333  | 198   | 46.1     | 41       | 3           | 20       | 5     | 5        | 38       | 2     | 0        | 15    | 15       | 2.91     | 1.31    |
| 2015      | CWS       | 3     | 0     | 0     | 0     | 0        | 0     | 0     | 0        | 1           | ----  | 7     | 1.2      | 2        | 0           | 1        | 0     | 0        | 0        | 0     | 0        | 0     | 0        | 0.00     | 1.80    |
| 2016      | LAA       | 7     | 0     | 0     | 0     | 0        | 0     | 0     | 0        | 0           | ----  | 30    | 6.1      | 5        | 1           | 7        | 1     | 1        | 4        | 1     | 0        | 4     | 4        | 5.68     | 1.90    |
| 2017      | MIA       | 16    | 0     | 0     | 0     | 0        | 1     | 1     | 0        | 0           | .500  | 88    | 21.0     | 23       | 2           | 7        | 1     | 0        | 12       | 0     | 0        | 8     | 7        | 3.00     | 1.43    |
| 2018      | MIA       | 32    | 0     | 0     | 0     | 0        | 1     | 1     | 1        | 1           | .500  | 162   | 35.2     | 42       | 4           | 12       | 2     | 3        | 30       | 3     | 0        | 27    | 22       | 5.55     | 1.51    |
| 2019      | TOR       | 11    | 0     | 0     | 0     | 0        | 0     | 0     | 1        | 1           | ----  | 59    | 14.0     | 12       | 1           | 5        | 1     | 1        | 15       | 0     | 0        | 6     | 6        | 3.86     | 1.21    |
| 2019      | WSH       | 40    | 0     | 0     | 0     | 0        | 3     | 1     | 1        | 4           | .750  | 228   | 53.2     | 55       | 9           | 12       | 2     | 0        | 42       | 3     | 0        | 30    | 29       | 4.86     | 1.25    |
| '19計     | WSH       | 51    | 0     | 0     | 0     | 0        | 3     | 1     | 2        | 5           | .750  | 287   | 67.2     | 67       | 10          | 17       | 3     | 1        | 57       | 3     | 0        | 36    | 35       | 4.66     | 1.24    |
| 2020      | WSH       | 14    | 0     | 0     | 0     | 0        | 0     | 0     | 0        | 5           | ----  | 70    | 15.2     | 19       | 2           | 7        | 0     | 0        | 13       | 0     | 0        | 7     | 7        | 4.02     | 1.66    |
| 2021      | WSH       | 6     | 0     | 0     | 0     | 0        | 0     | 1     | 0        | 0           | .000  | 37    | 6.0      | 12       | 3           | 3        | 0     | 3        | 4        | 1     | 0        | 13    | 11       | 16.50    | 2.50    |
| MLB：11年 | MLB：11年 | 272   | 0     | 0     | 0     | 0        | 11    | 13    | 33       | 24          | .458  | 1325  | 302.2    | 307      | 29          | 121      | 18    | 18       | 245      | 13    | 0        | 144   | 134      | 3.98     | 1.41    |

- 2021年度シーズン終了時

### 年度別守備成績
| 年 度 | 球 団 | 投手（P） | 投手（P） | 投手（P） | 投手（P） | 投手（P） | 投手（P） |
| 年 度 | 球 団 | 試 合     | 刺 殺     | 補 殺     | 失 策     | 併 殺     | 守 備 率  |
| ----- | ----- | --------- | --------- | --------- | --------- | --------- | --------- |
| 2011  | LAD   | 47        | 4         | 7         | 1         | 1         | .917      |
| 2012  | LAD   | 45        | 0         | 6         | 0         | 0         | 1.000     |
| 2013  | LAD   | 9         | 1         | 2         | 1         | 0         | .750      |
| 2014  | CWS   | 42        | 6         | 3         | 1         | 0         | .900      |
| 2015  | CWS   | 3         | 0         | 0         | 0         | 0         | ----      |
| 2016  | LAA   | 7         | 0         | 1         | 0         | 0         | 1.000     |
| 2017  | MIA   | 16        | 1         | 1         | 0         | 0         | 1.000     |
| 2018  | MIA   | 32        | 3         | 3         | 1         | 0         | .857      |
| 2019  | TOR   | 11        | 0         | 1         | 0         | 0         | 1.000     |
| 2019  | WSH   | 40        | 7         | 2         | 1         | 0         | .900      |
| '19計 | WSH   | 51        | 7         | 3         | 1         | 0         | .909      |
| MLB   | MLB   | 252       | 22        | 26        | 5         | 1         | .906      |

- 2019年度シーズン終了時

### 背番号
- 54（2011年 - 2012年）
- 48（2013年、2019年 - 2020年）
- 41（2014年 - 2015年）
- 40（2016年 - 2018年）
- 43（2021年）